# Credo (album)
Credo – album zespołu The Human League wydany w 2011 roku. Płyta była pierwszym albumem studyjnym grupy od 10 lat.

## Lista utworów
1. „Never Let Me Go”
2. „Night People”
3. „Sky”
4. „Into the Night”
5. „Egomaniac”
6. „Single Minded”
7. „Electric Shock”
8. „Get Together”
9. „Privilege”
10. „Breaking the Chains”
11. „When the Stars Start to Shine”

## Single
- 2010: „Night People”
- 2011: „Never Let Me Go”
- 2011: „Egomaniac”[a]